# Apeadero de Viana
El Apeadero de Viana, originalmente denominada Estación de Vianna, es una plataforma clausurada de la Línea del Alentejo, que servía a la localidad de Viana do Alentejo, en el Distrito de Évora, en Portugal.

## Historia
Este apeadero se encuentra en el tramo entre Casa Branca y Beja de la Línea del Sur, que abrió a la explotación el 15 de febrero de 1864.
En 1932, la Compañía de los Caminhos de Ferro Portugueses realizó obras de mejora en la toma de agua de esta plataforma, que, en ese momento, tenía la denominación de Viana do Alentejo.
En 1934, la comisión administrativa del Fondo Especial de Ferrocarriles autorizó la realización de obras, con el fin de modificar las rasantes de las líneas en esta plataforma.